# Ko Samet
Ko Samet è una isola del Golfo di Thailandia, posta a circa 220 km da Bangkok, non lontano dalla città di Rayong.
Altre isole nelle vicinanze sono :
- Ko Kruai, Ko Kham e Ko Pla Tin;
- Ko Kudi (chiamata anche Ko Kut);
- Ko Thalu;
- Ko Chan.

## Monumenti e luoghi d'interesse

### Ao Wong Duean

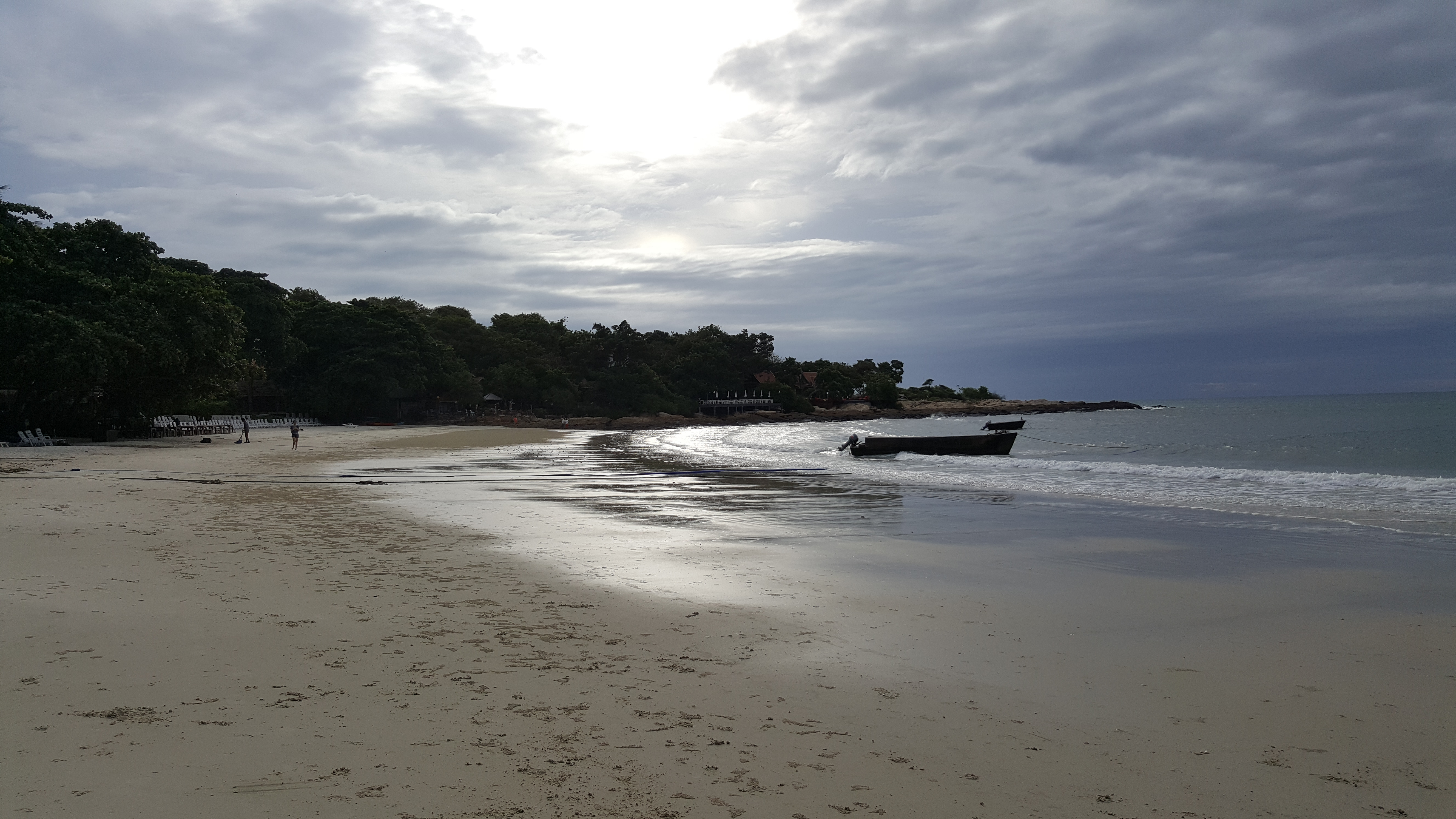
Spiaggia di Wong Duean alle prime luci del mattino

Una delle spiagge più belle dell'isola, tranquilla e riparata.